# Línea Córdoba-Villa Allende
Dentro de los servicios de transporte interurbano de la provincia de Córdoba, la empresa Fono Bus opera el servicio que conecta la capital provincial con la ciudad de Villa Allende, atravesando destinos intermedios como Saldán y Argüello. Similar a otros destinos prestados por la empresa, el servicio es ejecutivo, por lo que todos los pasajeros viajan sentados.

## Ramales
Actualmente se diferencian tres ramales, los tres inician su recorrido en la nueva terminal de Córdoba (T2):
- Villa Allende (Directo), se dirige hacia la Iglesia del Carmen, en Villa Allende para luego retornar.
- Villa Allende - Golf, atraviesa Villa Allende y el Barrio Golf situado en dicha localidad.
- Villa Allende - Saldan, que en lugar de dirigirse a la Iglesia del Carmen, se dirige y atraviesa la localidad colindante de Saldán.

## Unidades
Las flota se encuentra conformada por Volkswagen Volksbus, con carrocería Metalpar, y disponen de Wi-Fi, Aire Acondicionado y butacas reclinables.